# Фаббро, Маттео
Маттео Фаббро (итал. Matteo Fabbro; род. 10 апреля 1995 в  Удине, Италия) — итальянский профессиональный шоссейный велогонщик.
Выступал команду мирового тура Katusha–Alpecin.

## Достижения
2015
4-й - Gran Premio di Poggiana
2016
3-й - Тур Бихора - Генеральная классификация
5-й - Trofeo Città di San Vendemiano
6-й - Тур Малопольска - Генеральная классификация
2017
1-й - Пролог - Джиро-делла-Валле-д'Аоста
1-й - Джиро дель Бельведер (U23) - Генеральная классификация
5-й - Gran Premio di Poggiana
9-й - Кубок Коллеккьо